# Sonchus bipontini
Sonchus bipontini là một loài thực vật có hoa trong họ Cúc. Loài này được Asch. miêu tả khoa học đầu tiên năm 1867.